# أدريان شو (لاعب كريكت)
أدريان شو (بالإنجليزية: Adrian Shaw)‏ (17 فبراير 1972 في المملكة المتحدة - ) هو لاعب كريكت بريطاني. لعب مع نادي نيث ‏ ونادي مقاطعة غلاموركن للكريكت ‏.

## وصلات خارجية
- أدريان شو على موقع إي آس بي آن كريك إنفو (الإنجليزية)